# Арбузинська селищна територіальна громада
Арбузинська селищна територіальна громада — територіальна громада в Україні, в Первомайському районі Миколаївської області. Адміністративний центр — селище Арбузинка.
Площа громади — 292,03 км², населення — 7988 мешканців (2018).
Утворена 10 серпня 2017 року шляхом об'єднання Арбузинської селищної ради та Новокрасненської сільської ради колишнього Арбузинського району.

## Населені пункти
До складу громади входять 3 селища (Арбузинка, Кавуни і Костянтинівка) та 10 сіл (Агрономія, Вишневе, Воля, Колос Добра, Мар'янівка, Новий Ставок, Новокрасне, Новоселівка, Поляна, Шкуратове).